# Gray Davis
Joseph Graham (Gray) Davis jr. (New York, 26 december 1942) is een Amerikaans politicus van de Democratische Partij die van 1999 tot 2003 diende als gouverneur van de staat Californië.
Voordien was Davis stafchef van gouverneur Jerry Brown (1975-1981), lid van de California State Assembly (1983-1987), State Controller (1987-1995) en luitenant-gouverneur van Californië (1995-1999). Als gouverneur maakte hij van onderwijs zijn grootste prioriteit. Hij ondertekende ook de eerste wet in een Amerikaanse deelstaat die autobouwers verplichtte om de uitstoot van broeikasgassen te beperken. Daarnaast steunde hij voorstellen om aanvalswapens te verbieden. Davis zorgde ook voor een betere verstandhouding met buurland Mexico. Kiezers achtten Davis echter verantwoordelijk voor de Californische elektriciteitscrisis van 2000 en 2001 en de begrotingscrisis die door het barsten van de internetzeepbel was ontstaan. In 2003 groeide de roep om een recall-verkiezing en in juli van dat jaar behaalden tegenstanders van Davis genoeg handtekening om zo'n verkiezing in te lassen. Op 7 oktober koos meer dan 55% van de kiezers ervoor om Davis terug te roepen. Het was nog maar de tweede keer dat er een gouverneur van een Amerikaanse staat werd teruggeroepen. Davis werd opgevolgd door de Republikein Arnold Schwarzenegger.
Burnett · McDougall · Bigler · N. Johnson · Weller · Latham · Downey · Stanford · Low · Haight · Booth · Pacheco · Irwin · Perkins · Stoneman · Bartlett · Waterman · Markham · Budd · Gage · Pardee · Gillett · H. Johnson · Stephens · Richardson · Young · Rolph · Merriam · Olson · Warren · Knight · P. Brown · Reagan · J. Brown · Deukmejian · Wilson · Davis · Schwarzenegger · J. Brown · Newsom
- Gemeinsame Normdatei: 1190926059
- International Standard Name Identifier: 0000 0003 8446 2124
- Library of Congress Control Number: n2001029687
- Nationale Bibliotheek van Israël: 987007454432105171
- SNAC: w62n5hsd
- Système universitaire de documentation: 081085583
- Virtual International Authority File: 276294274
- WorldCat: E39PBJB8mR698ypTgk33rtfjG3